# Phaeophilacris bequaertae
Phaeophilacris bequaertae is een rechtvleugelig insect uit de familie krekels (Gryllidae). De wetenschappelijke naam van deze soort is voor het eerst geldig gepubliceerd in 1948 door Chopard.